# Liste von Persönlichkeiten aus Muzzano TI
Diese Liste enthält in Muzzano geborene Persönlichkeiten und solche, die in Muzzano ihren Wirkungskreis hatten, ohne dort geboren zu sein. Die Liste erhebt keinen Anspruch auf Vollständigkeit.

## Persönlichkeiten
(Sortierung nach Geburtsjahr)

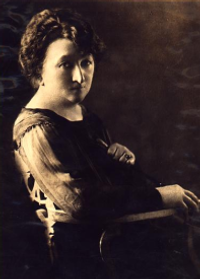
Elisabeth Kuyper

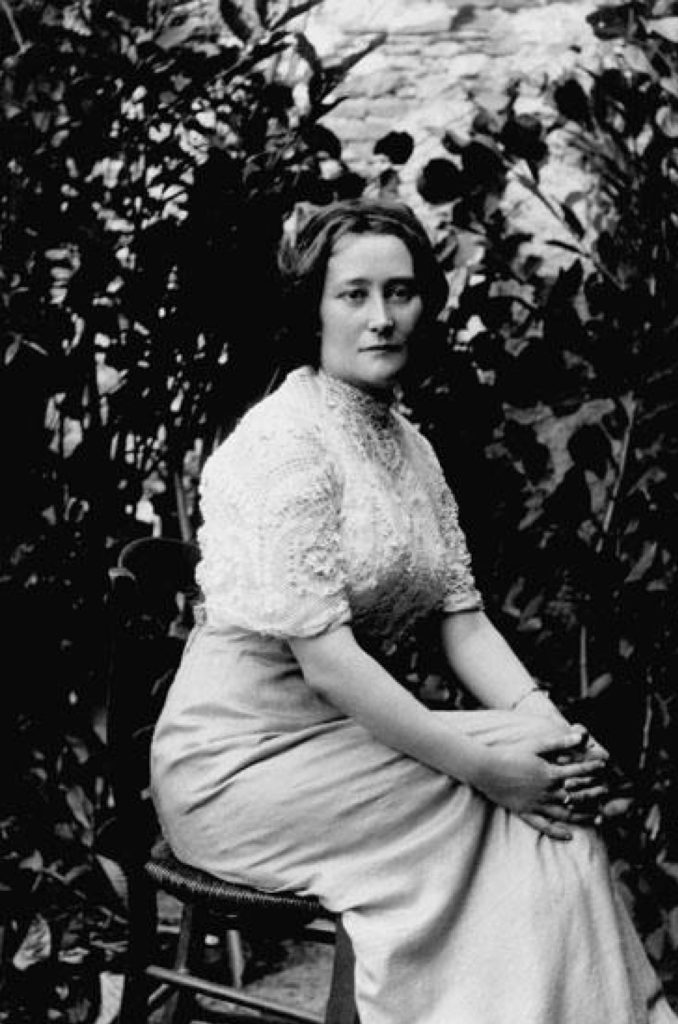
Maria Boschetti-Alberti in Bedigliora (1915)

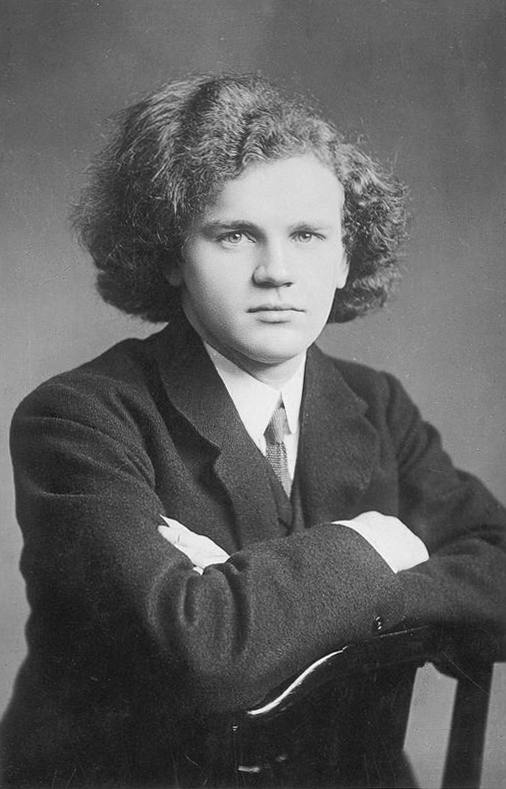
Wilhelm Backhaus, 1907

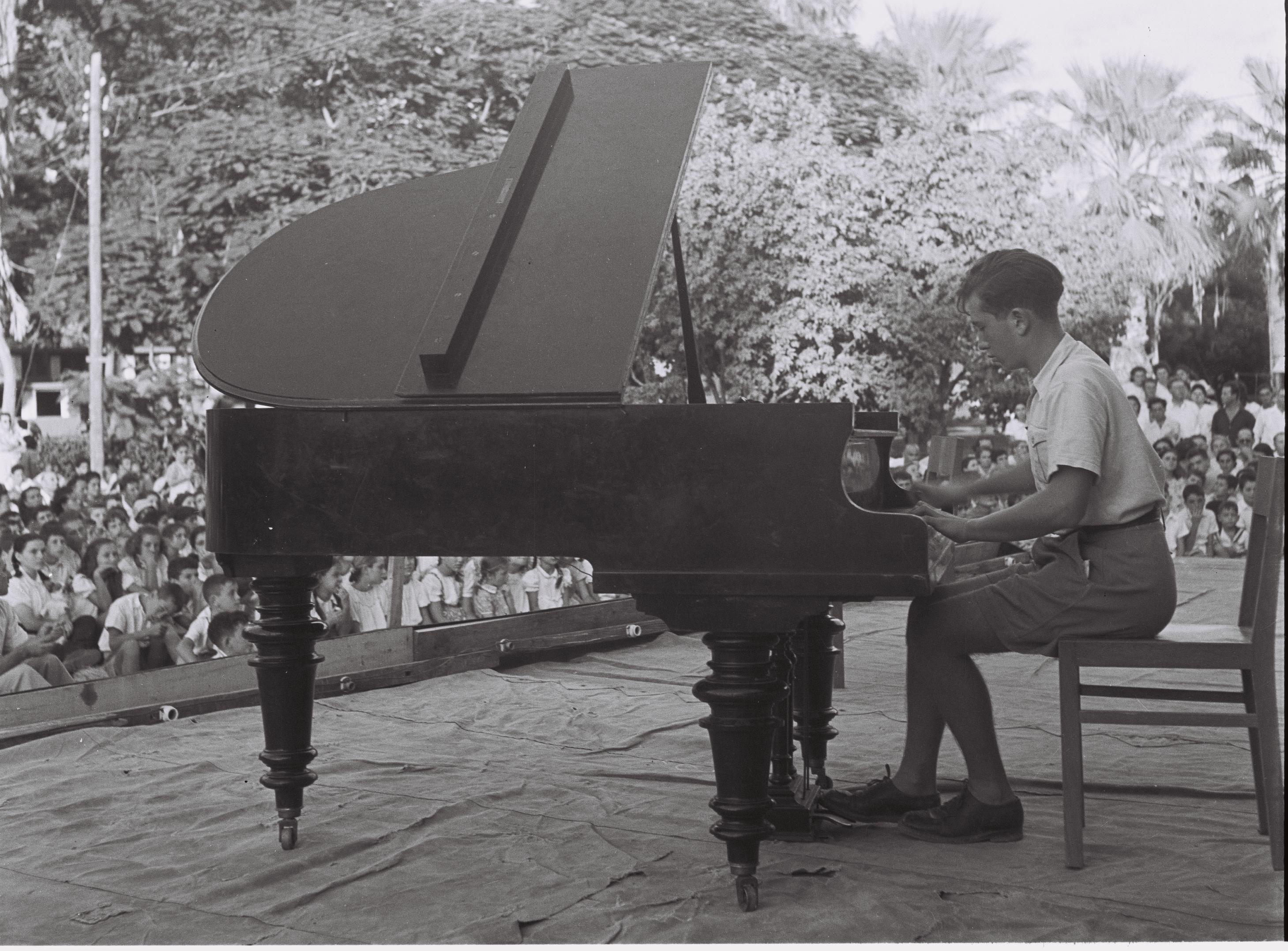
Alexis Weissenberg, 1947

- Giovanni Polli (* 1661 in Muzzano; † 1733 in Nürnberg ?), Sohn des Jacobo, Bruder des Donato, Stuckateur[1]
- Donato Polli (1663–1738), Barock-Stuckateur
- Giovanni Andreoli (* 1700 in Muzzano; † 1757 ebenda), Stuckateur in Kopenhagen zusammen mt Carlo Fossati; 1731–1734 im Schloß Hørsholm[2]
- Gerolamo Francesco Andreoli (* 1700 in Muzzano; † 1757 ebenda), Sohn des Galeazzo, Stuckateur in Ottobeuren, Nürnberg, Eichstätt, ab 1740 Hofstuckateur in Bayreuth und Dresden[3]

- Künstlerfamilie Lamoni, [4]
  - Domenico Felice Lamoni (* um 1720 in Muzzano; † nach 1770 ebenda), Stuckateur tätig im Chor der Pfarrkirche von Muzzano[5]
  - Felice Lamoni (* 29. Oktober 1745 in Muzzano; † 28. Februar 1830 ebenda), Stuckateur, Architekt[4][6]
  - Carlo Lamoni (1791 in Muzzano; † 1838 ebenda)[4][7]
  - Giuseppe Battista Alberto Lamoni (* 1795 in Muzzano; † 22. Dezember 1864 ebenda), Architekt[4][8]
  - Alberto Lamoni (* 24. Januar 1798 in Muzzano; † 10. Januar 1838 ebenda), Priester[4][9]
  - Carlo Salvatore Lamoni (* 3. Januar 1800 in Muzzano; † 29. September 1860 ebenda), Maler, Stuckateur[4][10]
  - Gaetano Lamoni (* 1804 in Muzzano; † 1851 ebenda), Neffe des Felice, Stuckateur in Sankt Petersburg[11]

- Elisabeth Kuyper (1877–1953), niederländisch-deutsche Dirigentin, Komponistin der Spätromantik und Frauenrechtlerin wohnte in Muzzano
- Maria Boschetti-Alberti (1879–1951), Lehrerin nach Maria Montessori, Autorin
- Han Coray  (1880–1974), Primarlehrer, Reformpädagoge und Kunstsammler
- Wilhelm Backhaus (1884–1969), deutscher Pianist
- Fausto Bernasconi (* 9. Juli 1886 in Muzzano; † 30. Mai 1930 in Lugano), Maler[12]
- Ernst Kempter (* 16. Juli 1891 in Olten; † 19. Januar 1958 in Muzzano) (Bürgerort Hofen SH), Grafiker und Maler Längere Aufenthalte in Frankreich, Deutschland und Italien. Ab 1930 wirkte er im Kanton Tessin[13]
- Alis Guggenheim (1896–1958), Bildhauerin und Malerin
- Max Haufler (1910–1965),  Maler und Schauspieler
- Franco Vannotti (* 4. März 1910 in Mailand; † 1995 in Muzzano?), aus Bedigliora, Vater von Anna, Doktor der Chemie, Bankier, Mitgründer der Cornèr Bank in Lugano, Humanist, Sammler der orientalische Kunst und der lombardiche Malerei, wohnte in Muzzano[14][15], als Neffe des Firmengründers von Chocolat Stella in Lugano, entwickelt er die erste zuckerfreie Schokolade der Schweiz.[16]
- Agostino Bernasconi (1914–1951), Politiker, Tessiner Staatsrat
- Aldo Toroni (* 12. April 1916 in Vogorno; † 20. April 2008 in Lugano), Priester, Pfarrer von Muzzano, Naturwissenschaftler, Mitglied der Società Mineralogica Ticinese, Dozent der Naturwissenschaft im Lyzeum von Lugano, Publizist[17][18]
- Felice Filippini (1917–1988), Schriftsteller, Maler und Übersetzer, Mitarbeiter an der Televisione svizzera di lingua italiana
- Alexis Weissenberg (1929–2012), Pianist, Komponist
- Fernando Grignola (1932–2022), Lehrer, schrieb Gedichte im Tessiner Dialekt, war Theaterautor für die Radiotelevisione Svizzera, wohnte in Agno
- Giovanni Maria Staffieri (1944), Oekonom, Lokalhistoriker, Genealoge, Numismatiker,
- Anna Vannotti (* 2. Januar 1951 in Sorengo), aus Bedigliora, Tochter von Franco, Malerin und Keramikeristin[19][20]